# 24754 Zellyfry
24754 Zellyfry este un asteroid din centura principală de asteroizi.

## Descriere
24754 Zellyfry este un asteroid din centura principală de asteroizi. A fost descoperit pe 31 octombrie 1992 la Okutama de Tsutomu Hioki și Shuji Hayakawa. Asteroidul prezintă o orbită caracterizată de o semiaxă mare de 2,25 ua, o excentricitate de 0,14 și o înclinație de 8,0° în raport cu ecliptica.